# Saint-Cornier-des-Landes
Saint-Cornier-des-Landes foi uma comuna francesa na região administrativa da Normandia, no departamento Orne. Estendia-se por uma área de 11,88 km². Em 2010 a comuna tinha 673 habitantes (densidade: 56,6 hab./km²).
Em 1 de janeiro de 2015, passou a formar parte da nova comuna de Tinchebray-Bocage.